# Linum strictum
Linum strictum är en linväxtart. Linum strictum ingår i släktet linsläktet, och familjen linväxter.

## Underarter
Arten delas in i följande underarter:
- L. s. spicatum
- L. s. strictum
- L. s. racemosum

## Bildgalleri

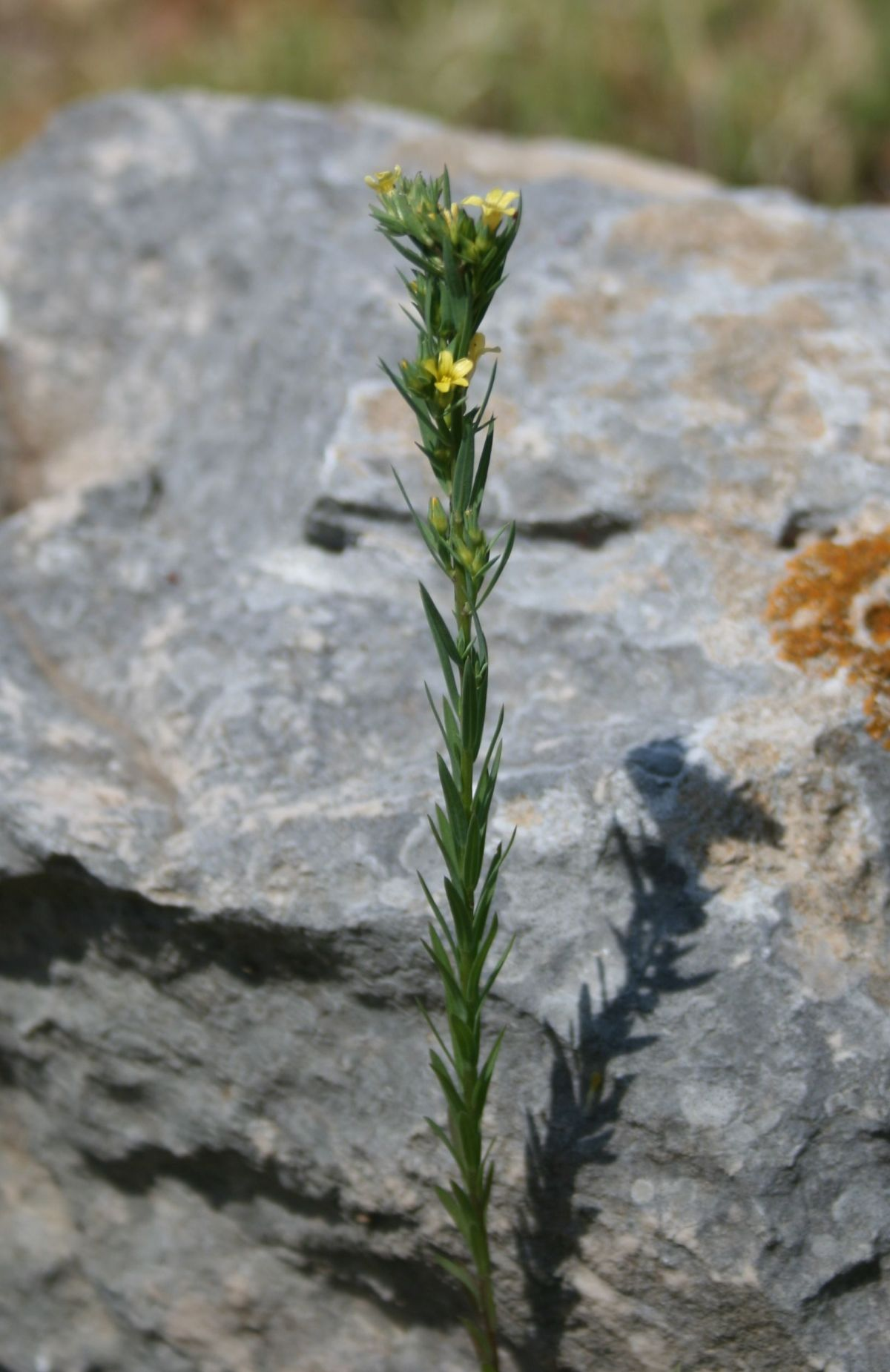
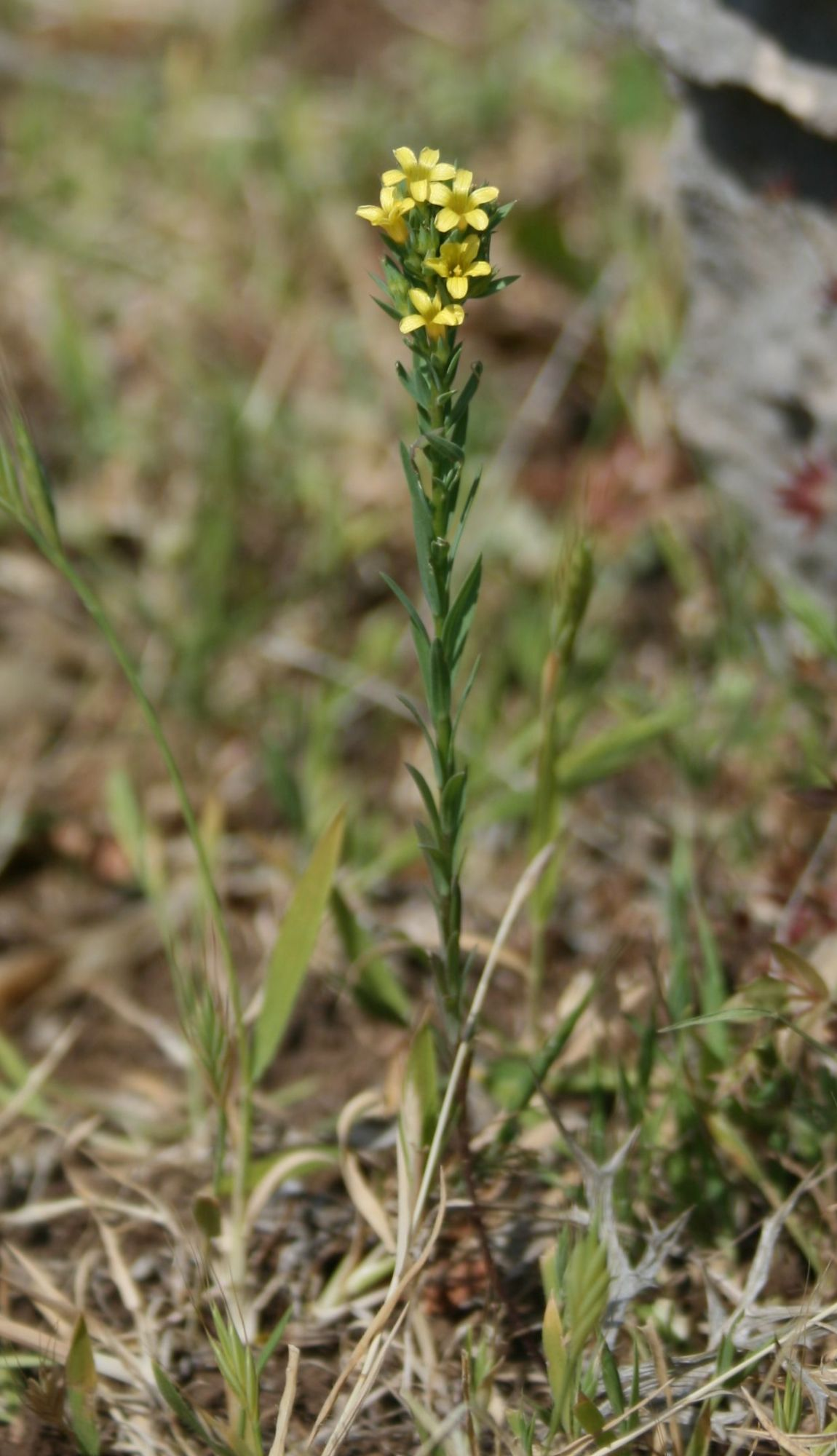
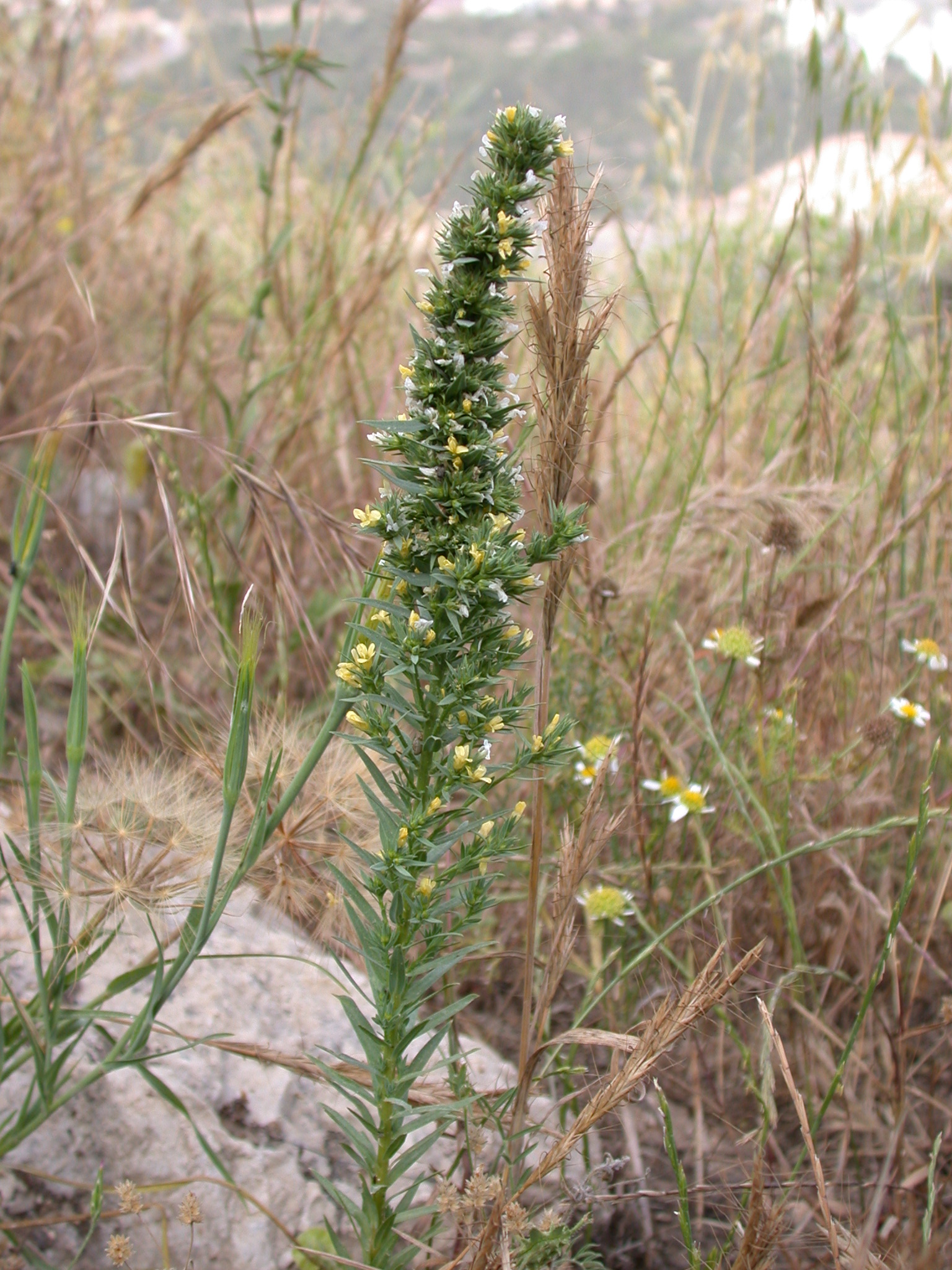
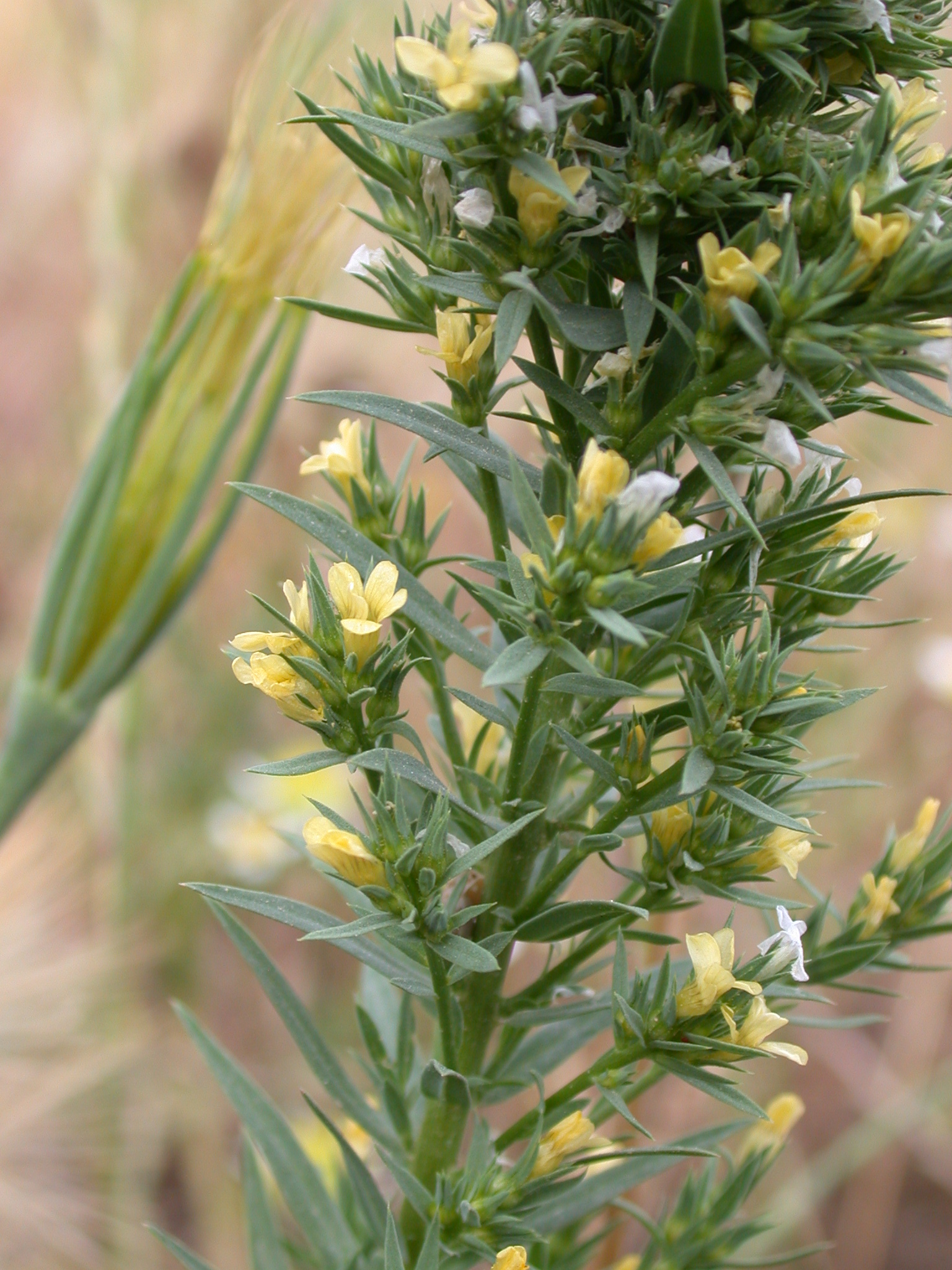